# Argotec
Argotec è un'azienda di ingegneria aerospaziale italiana, fondata nel 2008 a Torino da David Avino, con sedi in Maryland e Florida, negli USA e attività presso l'EAC di Colonia, Germania. 
L'azienda è attiva nella produzione di satelliti di piccole dimensioni (fino a 200 kg) e nello sviluppo di soluzioni ingegneristiche volte a supportare gli astronauti in orbita.

## Attività svolte
Inizialmente l’attività di Argotec si concentrava sui servizi allo Spazio, in particolare con la creazione di pasti per gli astronauti della Stazione Spaziale Internazionale. 
Presto però il suo focus si è spostato sulla vera e propria produzione di microsatelliti per lo Spazio. 
L’anello di congiunzione è stato ISSPresso, la prima macchina del caffè per lo Spazio, che Argotec ha prodotto per Lavazza e che ha volato nel 2015 sulla ISS. 
Da allora l’attività dell’azienda si è trasformata, concentrandosi su quelli che sono i suoi principali focus: la produzione di satelliti di piccole dimensioni e soluzioni di comfort per gli astronauti, per esploratori e futuri turisti spaziali. 
Per ciò che riguarda i satelliti di piccole dimensioni, Argotec ha partecipato a due missioni NASA con due microsatelliti. 
La prima, in ordine di completamento missione, la missione DART (Double Asteroid Redirection Test) che ha avuto luogo il 27 settembre 2022. A bordo della missione c’era un solo satellite, LICIACube, prodotto da Argotec, che ha scattato fotografie dell’impatto tra la sonda DART e l’asteroide Dimorphos. 
Dal punto di vista ingegneristico, LICIACube è un satellite basato sulla piattaforma HAWK, che misura 30x20x10 centimetri, dotato di due ottiche in grado di scattare fotografie e di dare indicazioni al computer di bordo, rendendo il satellite in grado di navigare in maniera completamente autonoma. A gestire la missione durante l’impatto, infatti, è stata l’intelligenza artificiale. Gli ingegneri di Argotec hanno ripreso il controllo del satellite dalla Control Room di Torino una volta che l’impatto era avvenuto. 
L’altra missione prende il nome di ArgoMoon e ha volato a bordo della missione NASA, Artemis 1. ArgoMoon era l’unico satellite europeo dei 10 selezionati dall’agenzia americana. 
Nella sua missione ha scattato fotografie della Terra e della Luna. Il satellite era molto simile a LICIACube e si basava sulla stessa piattaforma. 
Grazie a queste due missioni, nel 2022 Argotec è stata l’unica azienda al mondo ad avere due satelliti di piccole dimensioni operativi contemporaneamente nello Spazio profondo. La missione LICIACube, inoltre, è stata premiata come Mission of the Year 2023, dalla prestigiosa AIAA (American Institute for Aeronautics and Astronautics)
A dicembre 2022 Argotec ha firmato un contratto per la produzione del primo batch di 10 satelliti per la costellazione di Osservazione della Terra, IRIDE, promossa dal governo italiano e finanziata con i fondi del PNRR. 
Argotec sta lavorando anche a una costellazione lunare di 24 satelliti che prende il nome di ANDROMEDA, che mira a garantire una comunicazione ad alta efficienza sull’intera superficie lunare, ma anche tra Terra e Luna e, un giorno, tra Terra e Marte. 
Tra gli altri progetti si possono citare Lumio, per lo studio delle attività meteoritiche sulla Luna, ed Henon, un satellite con scopi di previsione delle tempeste solari in orbita DRO.
Il 14 gennaio 2025, a bordo di un Falcon 9 di SpaceX, è stato lanciato il microsatellite Pathfinder della costellazione Hawk per l’osservazione della Terra (HEO), parte del programma IRIDE e realizzato da Argotec.
Il 23 giugno 2025, sempre a bordo di un Falcon 9, sono stati lanciati 7 ulteriori microsatelliti della costellazione HEO per il Progetto IRIDE.